# سيبيان (أشنوية)
سيبيان هي قرية في مقاطعة أشنوية، إيران. عدد سكان هذه القرية هو 109 في سنة 2006.